# サイカチ 真夏の昆虫格闘記
『サイカチ 真夏の昆虫格闘記』（サイカチ まなつのこんちゅうかくとうき）は、『週刊少年チャンピオン』で2005年40号より2006年25号まで連載された昆虫格闘漫画。原作は藤見泰高、作画はカミムラ晋作。
全35話で、単行本は少年チャンピオン・コミックスから1巻まで発売されたがすでに絶版となっている。『チャンピオンRED』2007年8月号にて終盤の全国大会闘虫地獄編を4ページ描き下ろしで別冊付録としてコミックス化された。その際に、週刊チャンピオン2006年20号から25号までに掲載された最終エピソードはすべてカットされ、この時点で作品自体を事実上終わりにしてしまっていることから、今後の完全コミックス化は難しいとみられていた。
しかし、2010年にYahoo!コミックにおいて『サイカチ 白衣の少女と秘蜜のクワガタ』（サイカチ はくいのしょうじょとひみつのクワガタ）というタイトルで全4巻の電子コミックとして配信が開始され、（有料、有効期限ありで）全話閲覧が可能になった。
「サイカチ」というタイトルはクワガタ、カブトムシの古語に由来している。

## 概要
仲間とクワガタ相撲に熱中する小学5年生の少年・小笠原真夏は、昆虫知識に精通する女子高生・榎稲穂との出会いにより成長していく。真夏たちはクワガタ相撲を通じて、友情の大切さや命の尊さを学ぶ。

## キャラクター
小笠原真夏（おがさわら まなつ）
本作の主人公。クワガタ相撲に熱中する明るく元気な少年。素直な性格で、仲間思いでもある。昆虫との接し方や知識（ムシちく）を教えてくれる榎稲穂を師匠として慕っている。
ビートル・バウト・サイカチで準優勝。稲穂の教えの下、クワガタ相撲を通じて「本当の強さ」とは何かを知る。
榎稲穂（えのき いなほ）
白衣を身にまとった女子高生。昆虫知識が豊富であり、また人間的な優しさも兼ね備えている。真夏には師匠として慕われている。
父は市立動植物昆虫博物館の教授だったが、昆虫調査でタイに行った際にゲリラに襲撃され、行方不明となった。以降、彼女はトラウマでクワガタ相撲をすることができなくなった。また、自分が名前を呼んだものは居なくなってしまうと思うようになり、一部の親しい人間を除いて、人の名前が呼べなくなってしまった。
意見の相違から一度は空中分解しながらも、国際試合のチームを組むことになった子供5人の姿を見て、自分も過去のトラウマを克服し、前へ進んでいこうと決意する。昆虫相撲に熱中する子供たちの良い先生。
真夏以外にも、タカアキには「姐さん」、あさがおには「あねーさん」、アマミには「先生」と呼ばれ慕われている。
本作連載終了後、チャンピオンREDで連載開始した『ベクター・ケースファイル 稲穂の昆虫記』の主人公でもある。
御蔵あさがお（みくら あさがお）
真夏の幼馴染の強気で明るい女の子。当初は真夏たちが興ずる昆虫相撲には興味を持たなかったが、真夏より先に闘虫を操るなど、昆虫相撲の素質を持っている。闘虫素人だったが、人数の足りない真夏たちを助けるため国際大会への出場を決意する。
『チャンピオンRED いちご』創刊号に掲載された同作の番外編作品「あさがお絵日記」では主人公。
正村タカアキ（まさむら たかあき）
真夏と同学年だが、大柄で老け顔なために高校生にしか見えない少年。（しかしいつの間にか真夏と同じ程度の身長になり、そのことについてはなかったことにされている。）
昆虫相撲で負けた相手のクワガタを強奪する不良少年だったが、真夏と流輝の闘虫大会の白熱した決勝戦に魅せられ、真夏と行動を共にするようになる。
島次郎に師事し、カブトムシを操る。闘虫を通じて、初めて負けた悔しさから涙を流すなど人間的に成長していく。真夏らと共に国際大会に出場。
連載では名字は判明しておらず、フルネームが判明したのはチャンピオンRED2007年6月号別冊付録のコミックス上である。
六条流輝（ろくじょう りゅうき）
真夏と同い年で、和服を身にまとった侍少年。正義感が強く、努力家でもある。
幼いころから家伝の六条流剣術を学び、ゆくゆくは剣術一門の長になると目されている。しかしながら、いつしか剣術の本質が「殺人技」であると解釈し、心を閉ざしていった。そんな中で闘虫に出遭い、現代の武士（もののふ）の精神を見出している。
真夏の才能を認め、ライバル視している。真夏らとチームを組み国際大会に出場。
神津アマミ（こうづ あまみ）
中学1年生。闘虫界のサイカチランカーにしてトップアイドルで、女王（クイーン）と呼ばれている。絶対音感を持ち、マイ・パンを巧みに操る。対馬省吾（チャンプ）に闘虫の才能を見出された。
美少女だが、性格が悪くクワガタを道具だとしか思っていない。しかし、父の事業が失敗し幼い頃から極貧生活を送ってきたことなど暗い過去が次第に明らかにされる。
根は優しいが、過去の辛い経験から正直な気持ちを出せずにいた。
チャンピオンREDいちご2号に掲載された、本作の後日談的作品「アマミにおまかせっ!」では主人公。
力丸（りきまる）
真夏の最初の闘虫（ヒラタクワガタ）。いつも真夏と共に闘ってきたパートナー。
宮古島次郎（みやこ とうじろう）
博物館の研究員で、稲穂を幼い頃から知っている。ゲリラ襲撃時の生き残りで、稲穂にクワガタのブリード法を伝授した。続編のベクター・ケースファイルも含めて、人の名前を正しく呼ばない稲穂が、唯一きちんとした名前で呼ぶ（呼べる）人物である。
六条清水（ろくじょう きよみ）
流輝の従姉で「清水姉さん」と呼ばれている。六条流武術宗家の長女。京言葉を話す。闘虫歴は三ヶ月程度。
闘虫に熱中する流輝に否定的で、自ら大会に出場して優勝することで、流輝に闘虫をやめさせようとする。
対馬省吾（つしま しょうご）
サイカチ大会を主催している闘虫界のカリスマで、「チャンプ」と呼ばれる。
闘虫を将来有望なビジネスと考えており、強豪同士の試合を演出することを目論んでいる。そのため、真夏に連敗した弟子のアマミを切り捨てるという非情さを発揮する。